# Винеторі (Ботошань)
Винеторі (рум. Vânători) — село у повіті Ботошані в Румунії. Входить до складу комуни Горбенешть.
Село розташоване на відстані 373 км на північ від Бухареста, 15 км на схід від Ботошань, 85 км на північний захід від Ясс.

## Населення
За даними перепису населення 2002 року у селі проживали 670 осіб, усі — румуни. Усі жителі села рідною мовою назвали румунську.